# پطروس آیوازیان
پطروس کاراپتی آیوازیان (ارمنی: Պետրոս Կարապետի Այվազյան؛  زادهٔ ۳۱ دسامبر ۱۹۲۲) باغبان، پرورش‌دهنده در زمینه موکاری اهل ارمنستان است.

## زندگی‌نامه
وی در ۳۱ دسامبر ۱۹۲۲ در گاندزاک به دنیا آمد و از [دانشگاه ملی علوم کشاورزی ارمنستان]] فارغ‌التحصیل گشت. همچنین برندهٔ جوایزی همچون نشان جنگ میهنی، نشان پرچم سرخ کار، نشان پرچم سرخ و نشان آنانیا شیراکاتسی شده است.